# Radical 35
Le radical 35 (夊), qui signifie aller lentement, est un des 31 des 214 radicaux chinois répertoriés dans le dictionnaire de Kangxi composés de trois traits.
Le caractère Unicode de 夊 est 590A.

## Caractères avec le radical 35
| nombre de traits          | caractères |
| ------------------------- | ---------- |
| Sans trait supplémentaire | 夊         |
| 4 traits supplémentaires  | 夋         |
| 5 traits supplémentaires  | 夌         |
| 6 traits supplémentaires  | 変 复      |
| 7 traits supplémentaires  | 夎夏       |
| 11 traits supplémentaires | 夐         |
| 15 traits supplémentaires | 夑         |
| 16 traits supplémentaires | 夒 夓      |
| 17 traits supplémentaires | 夔         |